# Kigirktaryuk Island
Kigirktaryuk Island är en ö i Kanada.   Den ligger i territoriet Nunavut, i den centrala delen av landet, 3 400 km nordväst om huvudstaden Ottawa.